# Sassari-Cagliari 1967
La Sassari-Cagliari 1967, conosciuta come Coppa Città di Alghero, diciassettesima edizione della corsa, si svolse il 26 febbraio 1967 su un percorso di 135 km. Per via dei lavori sulla Strada Statale 131, tradizionale tracciato della corsa, gli organizzatori pianificarono una corsa su un circuito ad Alghero.
La vittoria fu appannaggio del belga Robert Lelangue, che completò il percorso in 2h54'30", precedendo il connazionale Henri De Wolf e l'olandese Evert Dolman.
Sul traguardo di Alghero 57 ciclisti portarono a termine la competizione. 

## Ordine d'arrivo (Top 10)
| Pos. | Corridore           | Squadra             | Tempo    |
| ---- | ------------------- | ------------------- | -------- |
| 1    | Robert Lelangue     | Roméo-Smith's       | 2h54'30" |
| 2    | Henri De Wolf       | Willem II-Gazelle   | a 23"    |
| 3    | Evert Dolman        | Televizier-Batavus  | s.t.     |
| 4    | Michele Dancelli    | Vittadello          | a 31"    |
| 5    | Huub Zilverberg     | Televizier-Batavus  | s.t.     |
| 6    | Ercole Gualazzini   | Salvarani           | s.t.     |
| 7    | Marino Vigna        | Vittadello          | s.t.     |
| 8    | Jos van der Vleuten | Televizier-Batavus  | s.t.     |
| 9    | Gianni Motta        | Molteni             | s.t.     |
| 10   | Charly Grosskost    | Peugeot-BP-Michelin | s.t.     |